# Sally Mugabe
Sarah Francesca Mugabe (nhũ danh Hayfron; 6 tháng 6 năm 1931 – 27 tháng 1 năm 1992) là người vợ đầu tiên của Robert Mugabe và từng giữ vai trò Đệ nhất Phu nhân Zimbabwe từ năm 1987 cho đến khi qua đời vào năm 1992.

## Thời thơ ấu
Sarah Francesca Hayfron sinh ngày 6 tháng 6 năm 1931 tại Bờ Biển Vàng (nay là Ghana), khi đó là một thuộc địa của Anh. Bà và người chị song sinh Esther lớn lên trong một gia đình có truyền thống chính trị, gắn liền với phong trào dân tộc chủ nghĩa đang phát triển tại Bờ Biển Vàng thời kỳ thuộc địa. Ông ngoại của bà là Peter Awoonor-Renner, một luật sư người Creole đến từ Sierra Leone, đồng thời là người đầu tiên lãnh đạo Hội Luật sư Bờ Biển Vàng. Bà theo học tại Trường Achimota, sau đó tiếp tục học đại học và tốt nghiệp với bằng sư phạm.
Bà gặp Robert Mugabe khi cả hai cùng giảng dạy tại Trường Sư phạm Takoradi ở Bờ Biển Vàng. Sau đó, bà theo ông tới Nam Rhodesia và hai người kết hôn vào tháng 4 năm 1961 tại Salisbury (nay là Harare).

## Lưu vong và gia đình
Là một giáo viên được đào tạo chính quy, Hayfron sớm thể hiện lập trường độc lập với tư cách một nhà hoạt động và đấu tranh chính trị. Năm 1962, bà tham gia vận động phụ nữ châu Phi phản đối bản hiến pháp của Nam Rhodesia và bị buộc tội kích động lật đổ chính quyền, dẫn đến bản án 5 năm tù, trong đó một phần được hoãn thi hành.
Năm 1963, bà sinh con trai duy nhất là Nhamodzenyika tại Dar es Salaam, Tanzania. Tuy nhiên, vào năm 1966, cậu bé qua đời do sốt rét nặng tại Ghana vào dịp lễ Giáng sinh. Lúc này, Robert Mugabe đang bị giam giữ và không được phép về dự tang con.
Năm 1967, Sally sang Luân Đôn lưu vong, nơi bà vừa học tập vừa làm nhiều công việc, trong đó có vai trò thư ký cho Margaret Feeny, Giám đốc đầu tiên của Trung tâm Châu Phi (Africa Centre) tại Covent Garden, và phụ trách công tác quan hệ chủng tộc tại tổ chức Runnymede Trust. Bà cư trú tại khu Ealing, phía Tây Luân Đôn. Một phần chi phí sinh hoạt của bà được tài trợ bởi Quỹ Ariel – một tổ chức từ thiện được thành lập vào năm 1960.
Trong suốt 8 năm tiếp theo, bà tích cực vận động cho việc trả tự do cho các tù nhân chính trị ở Rhodesia, bao gồm cả chồng mình, người bị bắt năm 1964 và bị giam suốt một thập kỷ. Con trai duy nhất của họ, Nhamodzenyika, sinh năm 1963 trong thời gian Robert Mugabe bị giam giữ, đã qua đời tại Ghana vào năm 1966 do một cơn sốt rét nặng. Mugabe khi ấy vẫn đang bị giam nên không được phép tham dự lễ tang của con trai mình. Cha của Sally cũng qua đời vào năm 1970.
Năm 1970, Bộ Nội vụ Anh từng có ý định trục xuất bà, song nhờ sự can thiệp từ phía chồng (khi ấy vẫn đang bị giam giữ) đã gửi đơn kiến nghị tới Thủ tướng Anh Harold Wilson và Văn phòng Bộ Ngoại giao và Khối Thịnh vượng chung, cùng sự ủng hộ của các chính trị gia Anh như nghị sĩ Maurice Foley (Công đảng) và Lord Lothian (Đảng Bảo thủ), bà được cấp quyền cư trú tại Anh.
Sau khi Robert Mugabe được trả tự do năm 1975 và sang Mozambique cùng Edgar Tekere, bà tái ngộ chồng tại Maputo. Tại đây, bà trở thành hình mẫu người mẹ tinh thần cho hàng nghìn người tị nạn do Cuộc chiến tranh Bush ở Rhodesia gây ra.

## Trở lại chính trường
Năm 1978, bà được bầu làm Phó Tổng Thư ký Liên đoàn Phụ nữ ZANU-PF.
Sau khi Zimbabwe giành độc lập năm 1980, Sally nhanh chóng thích nghi với vai trò mới là phu nhân của Thủ tướng da đen đầu tiên của Zimbabwe. Đến năm 1987, khi Robert Mugabe trở thành Tổng thống thứ hai của Zimbabwe, bà chính thức giữ chức vụ Đệ nhất Phu nhân. Năm 1989, bà được bầu làm Tổng Thư ký Liên đoàn Phụ nữ ZANU-PF.
Bà là người sáng lập Phong trào Sinh tồn Trẻ em Zimbabwe (Zimbabwe Child Survival Movement), và khởi xướng Hợp tác xã Phụ nữ Zimbabwe tại Vương quốc Anh năm 1986. Bà cũng tích cực hỗ trợ Akina Mama wa Afrika, một tổ chức phụ nữ gốc Phi có trụ sở tại Luân Đon, tập trung vào phát triển và các vấn đề phụ nữ tại châu Phi và Anh.

## Qua đời và tưởng niệm

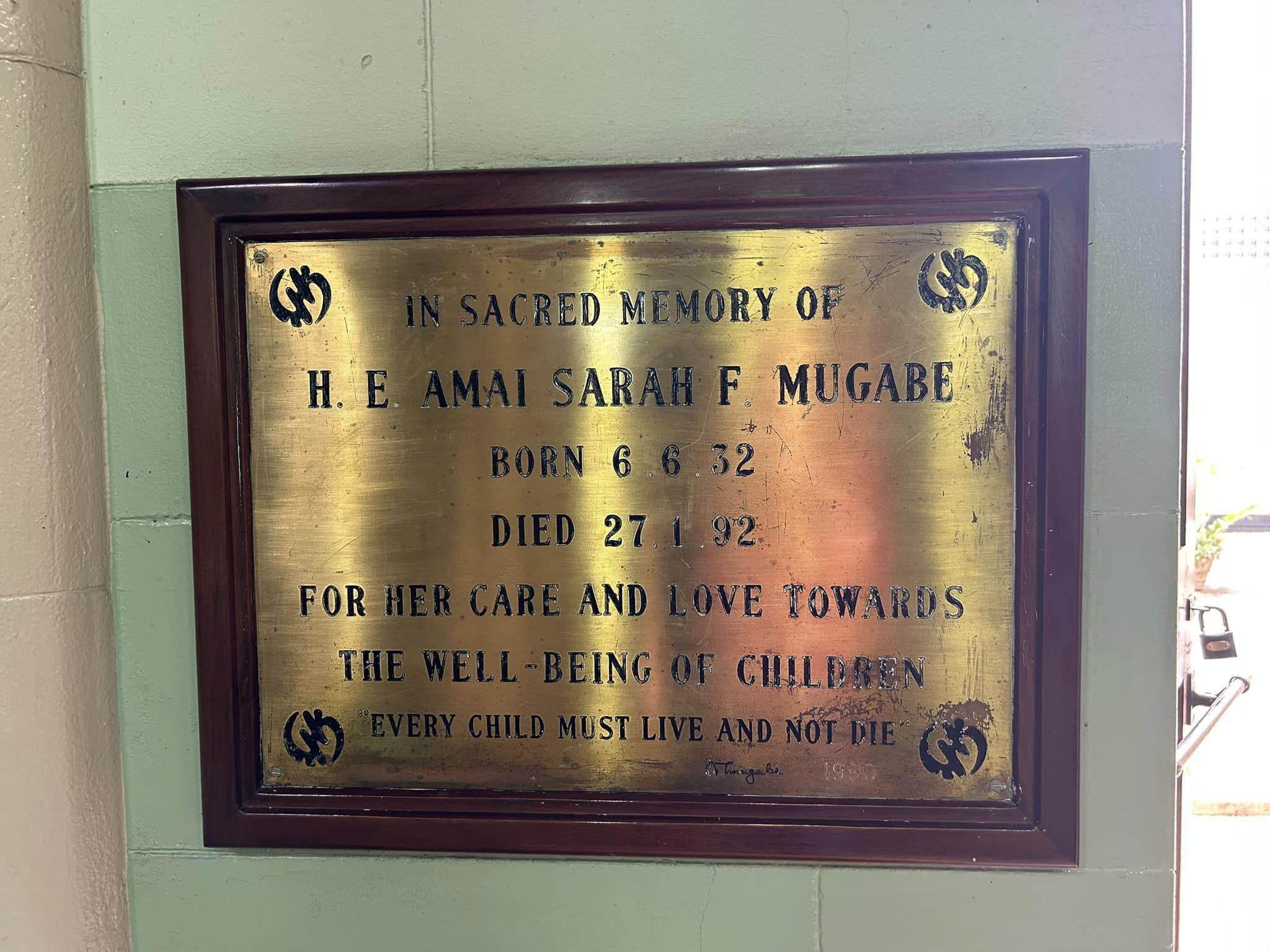
Tấm bia tưởng niệm đặt tại Nhà thờ Chính tòa Công giáo ở thủ đô Harare

Sally Mugabe qua đời ngày 27 tháng 1 năm 1992 do suy thận. Bà được an táng tại Nghĩa trang Anh hùng Quốc gia ở Harare. Nhân dịp tưởng niệm 10 năm ngày mất (2002), Zimbabwe đã phát hành một bộ tem bưu chính gồm 5 mẫu với thiết kế chung, sử dụng hai bức ảnh khác nhau của bà. Sally Mugabe được nhân dân Zimbabwe yêu mến và trân trọng, thường được nhắc đến như là người mẹ lập quốc của Zimbabwe.